# Lijst van families uit South Park
Dit is een lijst van de belangrijkste families uit de Amerikaanse animatieserie South Park.

## Belangrijkste families
| Familienaam              | Bestaande uit            | Bestaande uit | Bestaande uit |
| ------------------------ | ------------------------ | --- | ------------- |
| Familie Marsh            |                          | |               |
| Randy Marsh              | vader                    | De vader van Stan en Shelley Marsh is geoloog. Sharon is receptioniste bij "Tom's Rhinoplasty". |               |
| Sharon Marsh             | moeder                   | De vader van Stan en Shelley Marsh is geoloog. Sharon is receptioniste bij "Tom's Rhinoplasty". |               |
| Stan Marsh               | zoon                     | Een van de 4 hoofdpersonages, goed bevriend met Kyle Broflovski. |               |
| Shelley Marsh            | dochter                  | Een agressieve puber. |               |
| "Opa" Marvin Marsh       | opa                      | De suïcidale opa dat bij het gezin woont. |               |
| Tante Flo                | tante                    | Zij was een parodie op het menstruatieproces, maar stierf in de aflevering Spookyfish toen ze gedood werd door een goudvis. |               |
| Familie Broflovski       |                          | |               |
| Gerald Broflovski        | vader                    | Gerald en Sheila zijn de ouders van Kyle en hebben Ike geadopteerd. Gerald is advocaat, wat in enkele afleveringen terugkomt. Sheila is vooral een strenge moeder die veel waarden hecht aan principes en morele waarden. |               |
| Sheila Broflovski        | moeder                   | Gerald en Sheila zijn de ouders van Kyle en hebben Ike geadopteerd. Gerald is advocaat, wat in enkele afleveringen terugkomt. Sheila is vooral een strenge moeder die veel waarden hecht aan principes en morele waarden. |               |
| Kyle Broflovski          | zoon                     | De Joodse Kyle is een van de centrale personages. Hij is goed bevriend met Stan Marsh en heeft vaak ruzie met Cartman |               |
| Ike Broflovski           | zoon (geadopteerd)       | Ike is Kyle's geadopteerde broertje. Hij komt oorspronkelijk uit Canada. Ike gebruikt soms niks betekenende kreetjes, maar is ook in staat om correct Engels te spreken. Kyle speelt vaak "Kick the baby" met zijn broertje. |               |
| Kyle Schwartz            | neef                     | Kyle's irritante neefje uit Connecticut. Hij is een stereotype Jood en zijn eerste rol speelt hij in "The Entity". |               |
| Cleo                     | oma                      | Cleo is Kyle's oma en Sheila's moeder. Ze overleed 3 jaar voor de aflevering Korn's Groovy Pirate Ghost Mystery, waarin de jongens haar opgraven om de vijfde-klassers te laten schrikken tijdens Halloween. |               |
| Familie Cartman          |                          | |               |
| Liane Cartman            | moeder/biologische vader | Liane is de moeder van Eric. In de aflevering Cartman's Mom is Still a Dirty Slut wordt onthuld dat Liane een hermafrodiet is en eigenlijk Cartmans vader is. Echter, in de aflevering 201 wordt onthuld dat dit alles een leugen is en dat de vader van Scott Tenorman zijn vader is. Liane Cartman heeft gespeeld in veel perverse pornofilms. |               |
| Eric Cartman             | zoon                     | Eric Cartman, kortweg Cartman, is een van de hoofdpersonen. Hij komt qua karakter het meest overeen met de omschrijving van de serie zelf. |               |
| Verdere familie          | Verdere familie          | In de afleveringen Cartmanland en Merry Christmas Charlie Manson! zijn meer familieleden te zien. De meesten van hen hebben veel overeenkomsten met Eric. Cartman heeft onder andere twee ooms met de namen Howard en Stinky, een neef die Elvin heet en zijn grootouders heten Harold en Mabel.                                                 |               |
| Familie McCormick        |                          | |               |
| Stuart McCormick         | vader                    | De ouders van Kenny. Stuart is 33, Carol 24/25. Het gezin is arm en de twee ouders hebben vaak ruzie. |               |
| Carol McCormick          | moeder                   | De ouders van Kenny. Stuart is 33, Carol 24/25. Het gezin is arm en de twee ouders hebben vaak ruzie. |               |
| Kenny McCormick          | zoon                     | Kenny, bekend vanwege zijn oranje parka, is een van de hoofdpersonages en sterft in bijna elke aflevering van de eerste 5 seizoenen - meestal op vreemde of gruwelijke wijze. |               |
| Kevin McCormick          | zoon                     | Kenny's oudere broer. |               |
| Karen McCormick          | dochter                  | Kenny's jongere zus. |               |
| Opa                      | Opa                      | Kenny's opa verschijnt in de aflevering Fat Camp en wordt genoemd in Chickenpox. Volgens Gerald was hij net zo'n werkloos drankorgel als Stuart. |               |
| Familie Stotch           |                          | |               |
| Stephen Stotch           | vader                    | Stephen en Linda zijn de ouders van Leopold "Butters" Stotch. Ze geven hun zoon vaak huisarrest. Stephen heeft bruin haar, Linda is blond. |               |
| Linda Stotch             | moeder                   | Stephen en Linda zijn de ouders van Leopold "Butters" Stotch. Ze geven hun zoon vaak huisarrest. Stephen heeft bruin haar, Linda is blond. |               |
| Leopold "Butters" Stotch | zoon                     | Het onschuldige, blonde jongetje Butters wordt ingesproken door Matt Stone. Hij krijgt vaak huisarrest van zijn ouders, bijvoorbeeld als hij thuis een liposuctie heeft laten uitvoeren door de jongens. Zijn alter-ego is Professor Chaos. |               |
| Familie Tweak            |                          | |               |
| Richard Tweak            | vader                    | Samen met zijn vrouw runt hij een coffeeshop, Tweak Bros. Coffee. Hij probeert zijn zoon vaak rustig te krijgen met koffie. |               |
| Mrs. Tweak               | moeder                   | Mrs. Tweak, wiens voornaam onbekend is, heeft samen met haar man een coffeeshop. |               |
| Tweek Tweak              | zoon                     | Tweek is een hyperactieve jongen. Hij is altijd nerveus en heeft vaak een overdosis cafeïne. Hij zit in dezelfde klas als de 4 centrale personages en speelt in 5 afleveringen de officiële vierde vriend van de jongens, na de dood van Kenny.                                                                                                  |               |

## Overige families
| Familienaam         | Omschrijving |
| ------------------- | --- |
| Familie Black       | Het gezin van Tolkien Black. Het is de enige zwarte familie in South Park en het rijkste gezin van de stad.                                                                                            |
| Familie Donovan     | Het gezin waar Clyde deel van uitmaakt. Zijn moeder sterft nadat ze vast komt te zitten in de wc. |
| Familie Volmer      | Het gezin van Jimmy. Zijn vader heeft bruin haar, zijn moeder heeft zwart haar. |
| Familie Testaburger | Het gezin van Wendy. Wendy heeft een knipperlichtrelatie met Stan. |
| Familie Stevens     | Het gezin waar Bebe deel van uitmaakt lijkt een erg stereotiepe familie. In de aflevering "Stupid Spoiled Whore Playset" is moeder Stevens een dom blondje, en komt vader Stevens maar heel kort voor. |
| Familie Tucker      | Het gezin waar Craig bij hoort. Hij heeft een roodharige vader, een moeder en een jonger zusje. Het opsteken van de middelvinger naar elkaar lijkt een veelvoorkomend gebaar binnen het gezin.         |
| Timmy's familie     | Timmy's ouders zijn maar kort in beeld. Ze verschijnen in de aflevering "Timmy 2000" en hebben dezelfde afwijking als hun zoon. Hun namen zijn Richard en Helen.                                       |